# Wilhelm Mercandin
Graf Wilhelm Mercandin (* um 1840; † 26. Jänner 1894 in Wien) war ein Kapitän, der durch zahlreiche Kollisionen bekannt wurde und den Beinamen „Karambolagenkapitän“ erhielt. Er versenkte ein Fahrgastschiff vor der Lindauer Hafeneinfahrt.

## Leben
Möglicherweise ist der Bodenseekapitän Graf Mercandin mit jenem Wilhelm Graf Mercandin identisch, der als Linienschiffsleutnant mit dem Militärverdienstkreuz mit der Kriegsdekoration ausgezeichnet worden war.
Wilhelm Mercandin verursachte allerdings auf dem Bodensee regelmäßig Schäden an den Schiffen, die er befehligte. 1884 rammte er mit der Austria die Hafenmole in Friedrichshafen. Den Bug des neuen Salonschiffs Kaiser Franz Josef I. verbog er ein Jahr später an der Lindauer Kaimauer. Daraufhin wurde er auf die Bregenz, einen Schleppdampfer, versetzt. Bereits nach wenigen Tagen riss ihm im Konstanzer Hafen ein Schleppseil, woraufhin zwei vollbeladene Trajektkähne in die Rheinströmung gerieten. Ein badisches Schiff eilte zu Hilfe und rettete die beiden Fahrzeuge. Mercandin durfte erst 1887 wieder ein Fahrgastschiff übernehmen, die Habsburg. Wenige Tage nachdem er das Kommando auf diesem Passagierdampfer angetreten hatte, kam es zur folgenschwersten Kollision seiner Laufbahn.

### Die Versenkung derStadt Lindau
Die Habsburg verkehrte seit 1884 auf dem Bodensee. Schon bei der Schiffstaufe war es zu einem Unglück gekommen; die Zuschauertribüne für die Ehrengäste war zusammengebrochen und mehrere Personen waren ins Wasser gefallen. Danach hatte es jedoch bis zum 8. Oktober 1887 keinen weiteren Zwischenfall mit diesem Schiff gegeben, das vornehmlich auf der Route Bregenz-Konstanz eingesetzt wurde. Am Abend des besagten Tages fuhr die Habsburg unter Kapitän Wilhelm Mercandin mit zehn Minuten Verspätung aus Lindau ab. Der Graf ließ das Schiff mit Volldampf in Richtung Bregenz fahren, da dort ein Zuganschluss erreicht werden sollte. Er nahm, ebenso wie sein Steuermann Stettinger, zwar wahr, dass ihm der aus Rorschach zurückkehrende Dampfer Stadt Lindau entgegenkam, reduzierte die Geschwindigkeit jedoch nicht, sondern ordnete nur ein Ausweichmanöver nach Backbord an. Stettinger kam dieser Aufforderung nicht sofort nach, weil er befürchtete, das Schiff dann auf eine der in dieser Richtung vorhandenen Untiefen zu setzen. Auf erneuten Befehl des Grafen ließ er das Schiff dann doch noch in die gewünschte Richtung abdrehen. Mittlerweile hatte allerdings auch die entgegenkommende Stadt Lindau gedreht, um in den Hafen einfahren zu können; Matrosen an Bord der Stadt Lindau signalisierten, man möge die Geschwindigkeit der Habsburg verringern. Graf Mercandin erteilte schließlich den Befehl „Stop und volle Kraft zurück“, vergaß dabei aber, das Klingelzeichen zu geben, das jedem Maschinenmanöver voranzugehen hatte. Daher wurde seine über das Sprachrohr gegebene Anweisung am Maschinenstand überhaupt nicht wahrgenommen. Auch Kapitän Christian Häberlin auf der Stadt Lindau konnte sein Schiff nicht mehr rechtzeitig stoppen. Der Bug der Habsburg bohrte sich vor dem Backbord-Radkasten in das Vorschiff der Stadt Lindau und schnitt deren Rumpf über mehr als die Schiffsbreite entzwei. Drei Passagiere der Stadt Lindau, die sich in der vorderen Kabine aufgehalten hatten, kamen bei dem Unglück ums Leben. Ein weiterer Passagier ging zunächst mit dem Schiff unter, wurde aber dann wieder an die Wasseroberfläche gespült und von Personen auf dem zu Hilfe eilenden Dampfer Ludwig gerettet. Acht weitere Passagiere sowie die Besatzung der Stadt Lindau retteten sich auf die Habsburg. 
Der Passagier Strobel, der von der Besatzung der Ludwig gerettet worden war, berichtete im Vaduzer Volksblatt vom 21. Oktober 1887, er habe sich, als das Unglück geschah, zusammen mit einer Frau Noll und einem Fabrikspinner Bohne in der Kajüte aufgehalten. Nachdem er das Läuten einer Schiffsglocke gehört habe, sei sofort ein heftiger Stoß erfolgt, Wasser sei in die Kajüte eingedrungen und von oben seien Balken und Bretter herabgestürzt, 
„die Thüre zur Kajüte zersprang und in dem Treppenaufgang stand das österreichische Schiff, so daß uns der Weg vollkommen abgeschnitten war. Ich überschaute Alles, der Bohne wollte zu den Kajütenfenstern hinaus und ich betrat das Loch, welches die »Habsburg« mit voller Wucht eingestoßen hatte. Nach einigen Minuten, als die »Habsburg« rückwärts sich aus dem Bauch des armen Schiffes [...] herausgewunden hatte, wurde ich [...] wie ein Wunder von der Luft emporgehoben und durch den Radkasten [...] geschleudert [...] auf das Verdeck, wo ich glücklich eine Bank ergreifen konnte, durch welche ich mich über dem Wasser hielt [...] Von dem österreichischen Schiff, welches ganz in der Nähe war, kam endlich [...] ein Lebenszeichen; ein bayerischer Matrose [...] warf mir ein Seil zu [...] Aber während dieser Zeit hatte das Schiff »Ludwig« [...] sein Rettungsboot ausgesetzt [...] Wie ich nun später erfahren habe, konnte die Mannschaft der »Habsburg« ihr Rettungsboot nicht in den See lassen, dasselbe konnte das Wasser nicht vertragen [...] Ueber den Kapitän und die Mannschaft erlaube ich mir kein Urtheil abzugeben, dasselbe würde sehr schlecht ausfallen; Ersterer soll mit der brennenden Cigarette auf dem Verdeck herumgelaufen sein.“
Der Sachschaden, der bei der Versenkung der Stadt Lindau entstand, wurde später auf 76.517 Mark beziffert. Das Schiff wurde noch im Jahr 1887 gehoben, konnte jedoch nicht wieder in Fahrt gebracht werden. Es wurde für 1.200 Mark an ein österreichisches Schrottunternehmen verkauft. Den Kompass, den Christian Häberlin beim Untergang gerettet hatte, erhielt später die Lindau.
Der von Graf Mercandin verursachte Unfall zog zahlreiche Katastrophentouristen an, die das Wrack, das mehrere Wochen in einer Wassertiefe von vier Metern vor dem Lindauer Hafen lag, besichtigten. Wilhelm Mercandin musste sich vor dem Kreisgericht Feldkirch verantworten, wurde für schuldig befunden und mit neun Monaten strengem Arrest bestraft. Das Urteil fiel am 11. April 1888.
Mercandin starb 1894 54-jährig in Wien.

## Bilder

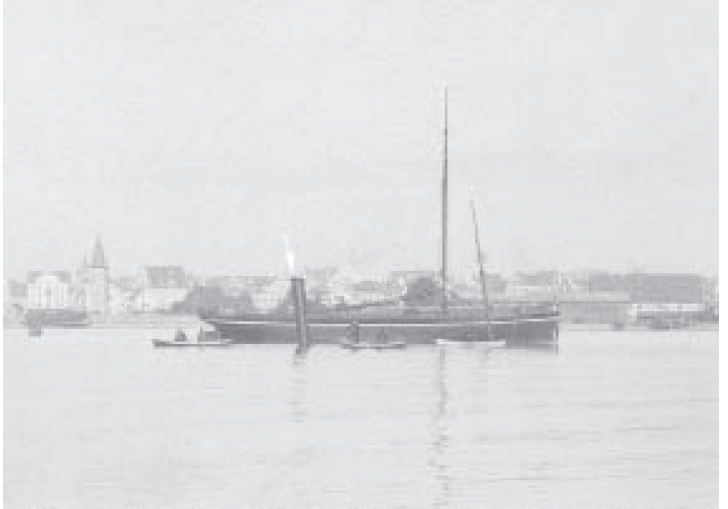
Der Schornstein der versenkten Stadt Lindau ragt aus dem Wasser.
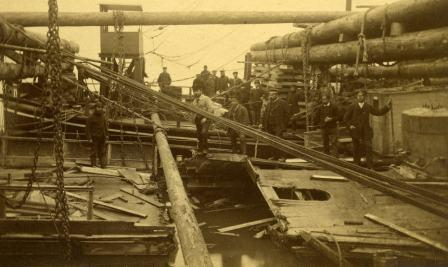
Die Bergung der Stadt Lindau
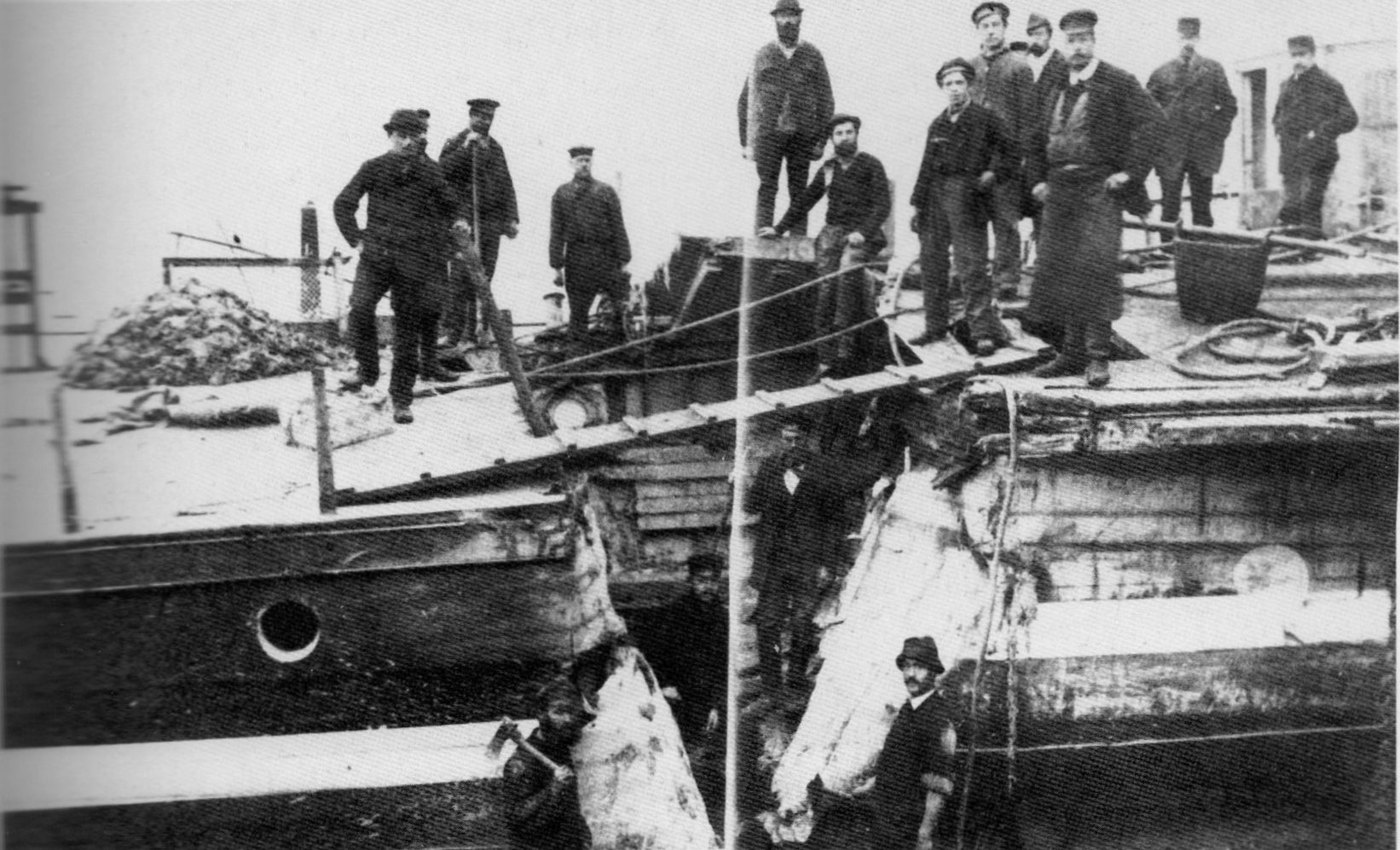
Die Schäden am Schiff
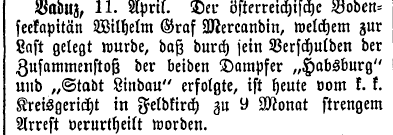
Das Urteil über Wilhelm Mercandin
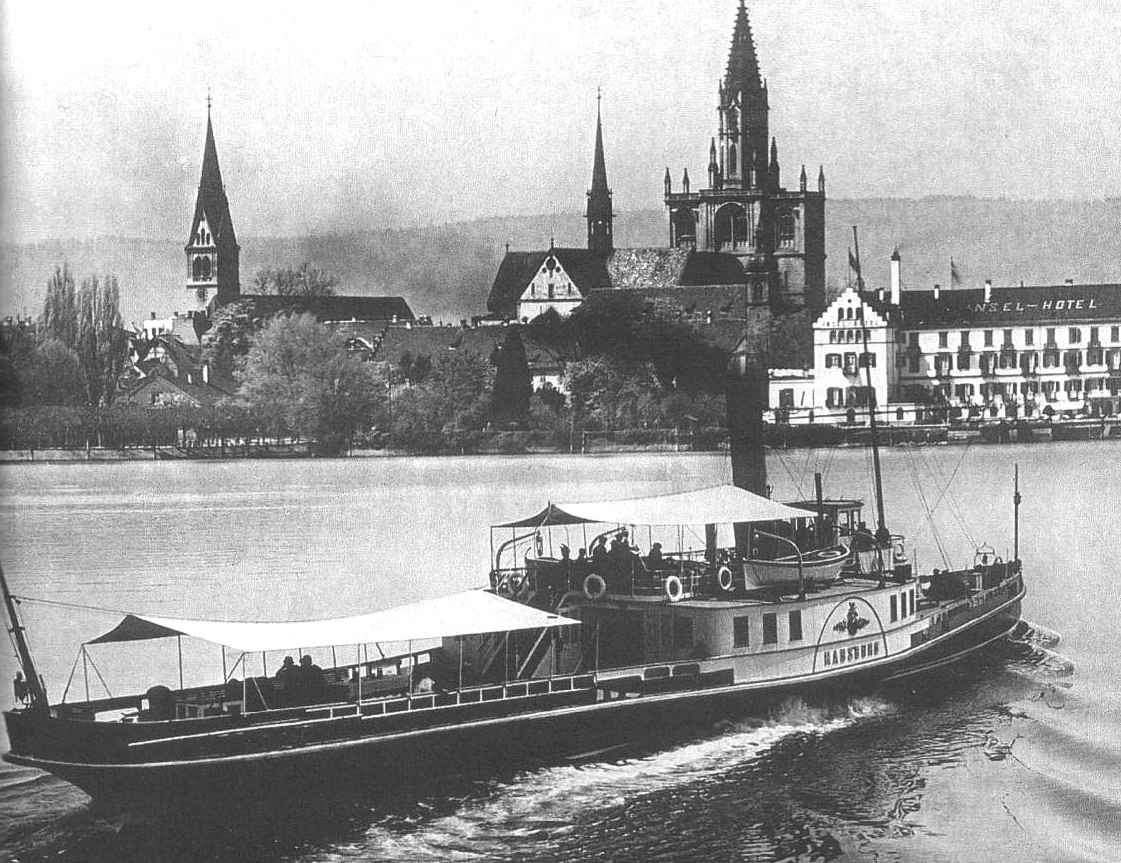
Die Habsburg um 1900